# イオンスタイル大津京
イオンスタイル大津京（イオンスタイルおおつきょう）は、滋賀県大津市にあったショッピングセンター。ハートビル法認定建物であった。

## 概要
1984年（昭和59年）12月にジャスコが西大津地域への出店を表明したことが当ショッピングセンター建設の発端となった。
計画を発表した当時、売場面積は滋賀県最大になる予定で、地元の大津市商店街連盟はジャスコの出店に対して反対を表明し、出店の阻止を訴えていた。
当初ジャスコ側は店舗の一部をテナントとして地元商店に貸す方針だったが、地元の西大津商店街が反対し、商店側が主導権を持つ共存型ショッピングセンターとするため「西大津駅前商業近代化準備組合」を設立することで合意。同組合が事業主体となり、核店舗としてジャスコが出店する形でまとまった。
その後1990年（平成2年）には、1982年（昭和57年）より「ショッピングセンター予定地」として確保されていたアオイ不動産の所有地に、同社がデベロッパーとしてビルを建て、ジャスコと地元小売業者でつくる「西大津駅前商業近代化準備組合」がテナントとして入居する形となることが発表され、10月に「西大津駅前ショッピングセンター」（仮称）として計画届出がされた。
しかし、本格的に出店概要が出された1990年（平成2年）以降、具体的な計画が出ないとともに準備組合が事実上休眠状態の様相だったため、バブル崩壊の影響で出店が白紙になったのではと懸念する声が報道が出された。
当初の計画でジャスコ側は1986年（昭和61年）に開店する予定としていたが、その後1988年（昭和63年）、1991年（平成3年）10月、1995年（平成7年）10月と変更が重ねられ、最終的には1996年（平成8年）11月23日に「ジャスコシティ西大津」として開業した。なお「ジャスコシティ」名義でのショッピングセンターは、西大津が最後となった。
これが滋賀県初出店となったジャスコを核店舗とし、開業当時は65の専門店を有していた。
滋賀県湖南地域では、ジャスコシティ西大津をはじめ、大津PARCO（1996年（平成8年）11月2日開業 - 2017年（平成29年）8月31日閉店・現：Oh!Me大津テラス）や浜大津オーパ（1998年（平成10年）3月27日開業・2004年（平成16年）3月31日撤退）、草津近鉄百貨店（1997年（平成9年）9月5日開業・現：近鉄百貨店草津店）の開業や、西武百貨店大津店の全面改装などが重なったため「湖南の流通戦争本格化」として今後の行方に当時注目が集まった。
JR湖西線大津京駅から徒歩2分の駅前型で、ショッピングセンター内の屋内遊園地にメリーゴーランドを設置するなどの試みも行われた。
計画当初は、県内初の進出となる西大津店を「スーパーと百貨店の中間の“ジュニア・デパート”」としたいとしていた。
2016年（平成28年）末頃から店内の改装工事が始まり、2017年（平成29年）4月中旬までに完了。新装開店となる4月13日からは店名も「イオンスタイル大津京」にリニューアル改称され、リニューアルに伴いテナントやレストラン・フードコート等が一部を除き大幅に入れ替わった。
2020年（令和2年）2月21日より駐車場の時間帯有料化（3時間超以降）が行われた。その後、2023年（令和5年）9月7日に一時休業が報じられた後、同年10月31日に2024年（令和6年）1月10日をもって建て替えに伴う一時閉店が報じられ、予定通り同日の19時をもって閉店した。イオンスタイル業態では初の閉鎖店舗となった。
閉店後、店舗は建て替えられ、長谷工コーポレーションにより店舗跡に店舗付き分譲マンション、北側駐車場跡に分譲マンションが建設され、イオンリテールは店舗付き分譲マンションへの再出店を計画している。ただし、営業再開の時期は公表していない。
なお営業再開までの期間はイオンモール草津内の西エリア（湖岸側）に入居する「イオンスタイル草津」が当面の間代替店舗を担う。

## 沿革

### 年表
- 1984年（昭和59年）12月 - ジャスコが出店を表明[6]。
- 1990年（平成2年）10月 - 「西大津駅前ショッピングセンター」（仮称）として計画届出。
- 1996年（平成8年）11月23日 - ジャスコシティ西大津として開業[2]。
- 2011年（平成23年）3月1日 - ショッピングセンター名を「イオン西大津」に、核店舗名を「イオン西大津店」に改称。
- 2017年（平成29年）4月13日 - ショッピングセンター名を「イオンスタイル大津京」に、核店舗名を「イオンスタイル大津京店」に改称。
- 2020年（令和2年）2月21日 - 駐車場の時間帯有料化（3時間超以降）を実施。
- 2023年（令和5年）
  - 9月7日 - 建て替えのため一時休業することが報じられる[18][19]。この時は休業時期および期間は公表していない[19]。
  - 10月31日 - 店舗建て替えのため、2024年（令和6年）1月10日をもって一時閉店することが報じられたが[20]、営業再開予定および時期は公表していない[20]。
  - 11月3日 - この日より閉店セールを実施[23]。
- 2024年（令和6年）
  - 1月3日 - この日をもって1Fリカーショップが閉店。
  - 1月6日 - この日をもって1F処方箋薬局が閉店、一般的な医療用品は販売継続。
  - 1月10日 - 同日19:00をもって全館閉業となり、開業から28年の歴史に幕を閉じた[21][22]。

### ギャラリー

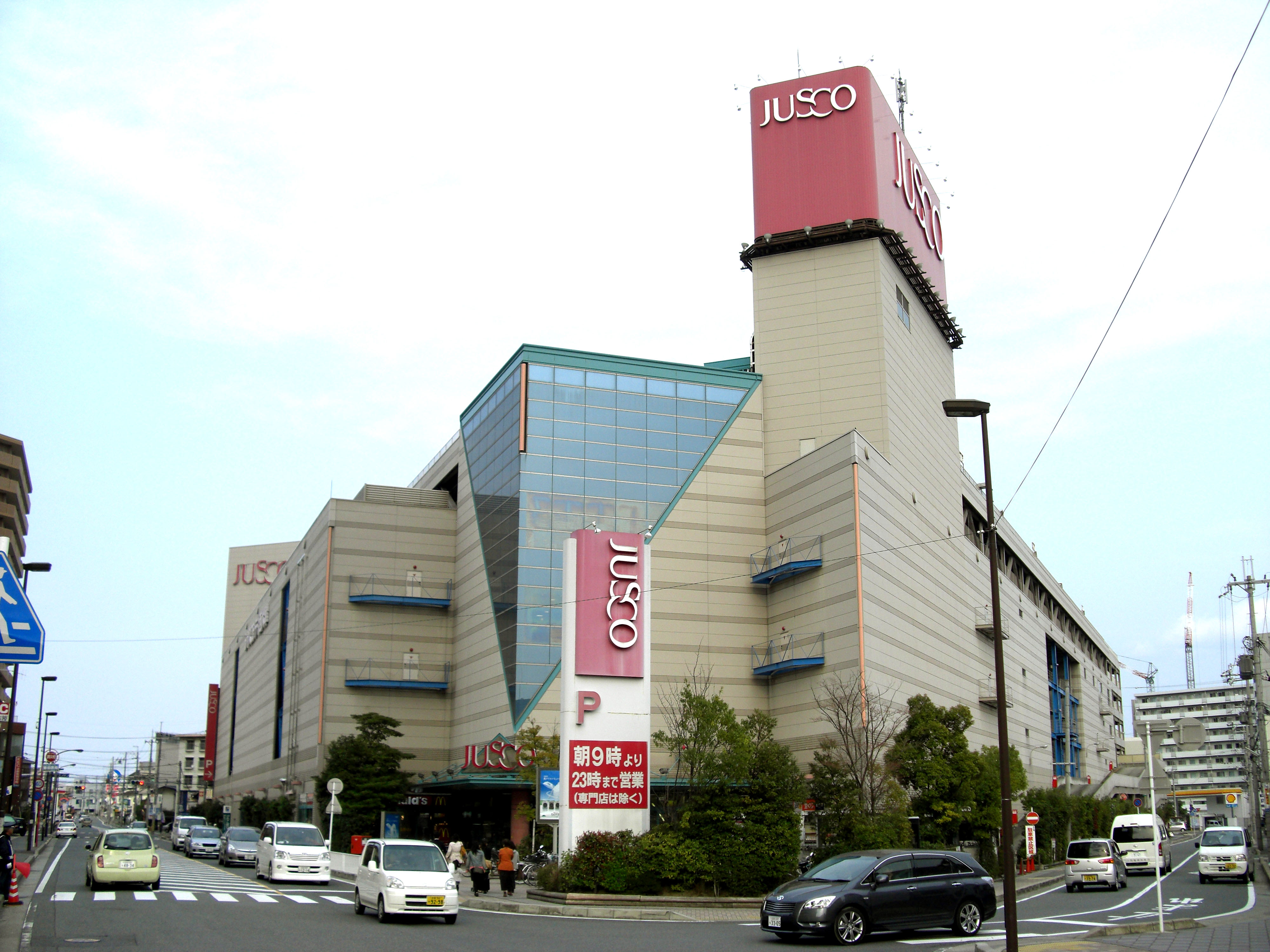
ジャスコシティ西大津時代の外観 （1996年11月23日 - 2011年2月28日）
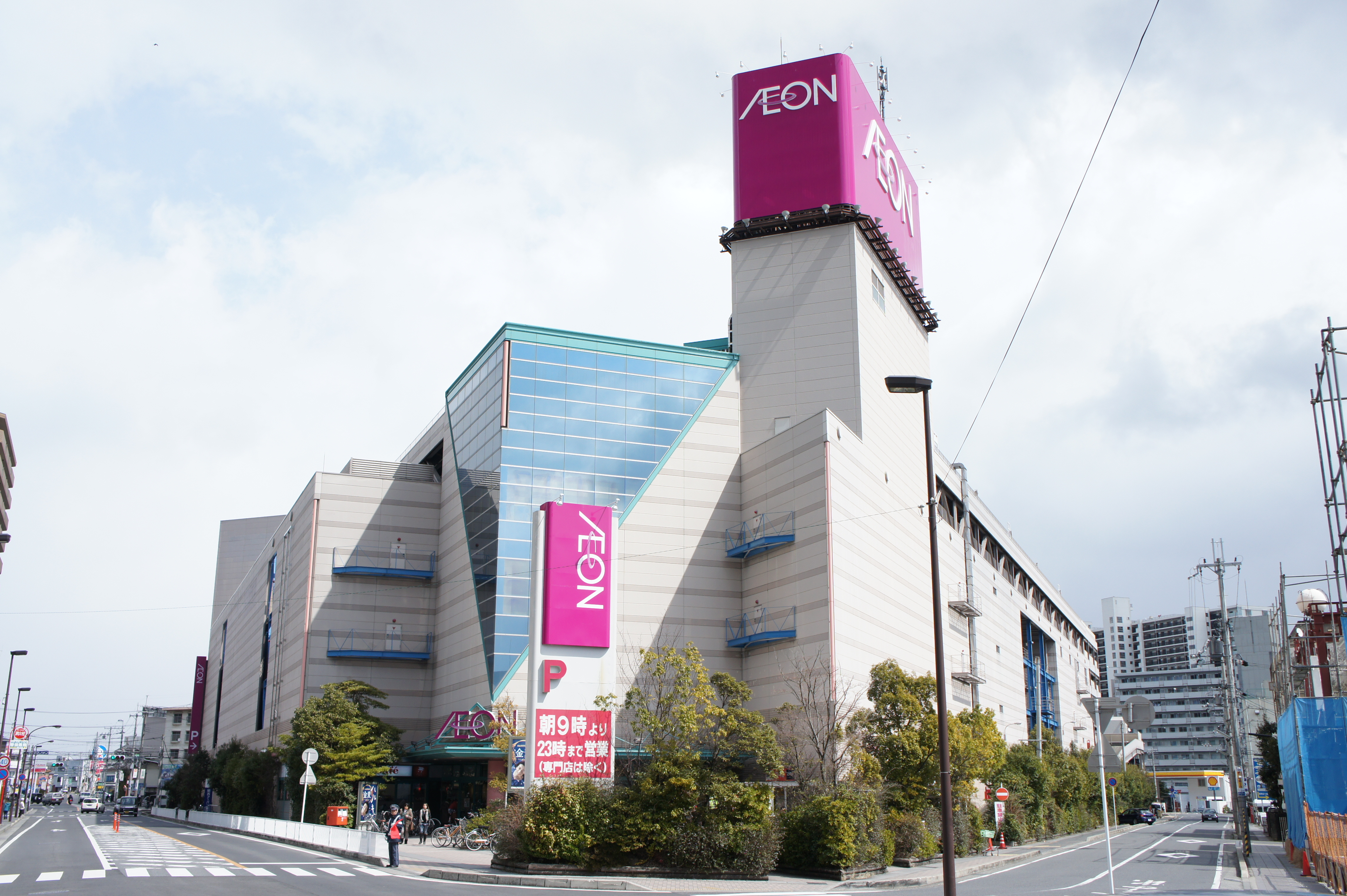
イオン西大津時代の外観 （2011年3月1日 - 2017年4月12日）

## アクセス

### 公共交通機関

#### 鉄道
- JR湖西線
  - 大津京駅下車、徒歩約4分[24]。
- 京阪石山坂本線
  - 京阪大津京駅下車、徒歩約6分[24]。

#### バス
- 江若交通
  - 「イオンスタイル大津京前」停留所下車、徒歩約3分[25]。

### 自動車
- 名神高速道路
  - 大津IC下車、約12分[24]。
- 西大津バイパス（国道161号）
  - 皇子山ランプ下車、約3分。

#### 駐車場
- 本館（店舗棟5階・屋上） - 530台
- 別館（立体駐車場） - 770台  - （料金などの詳細は、公式サイトの「駐車場案内」を参照）